# Ardeidae

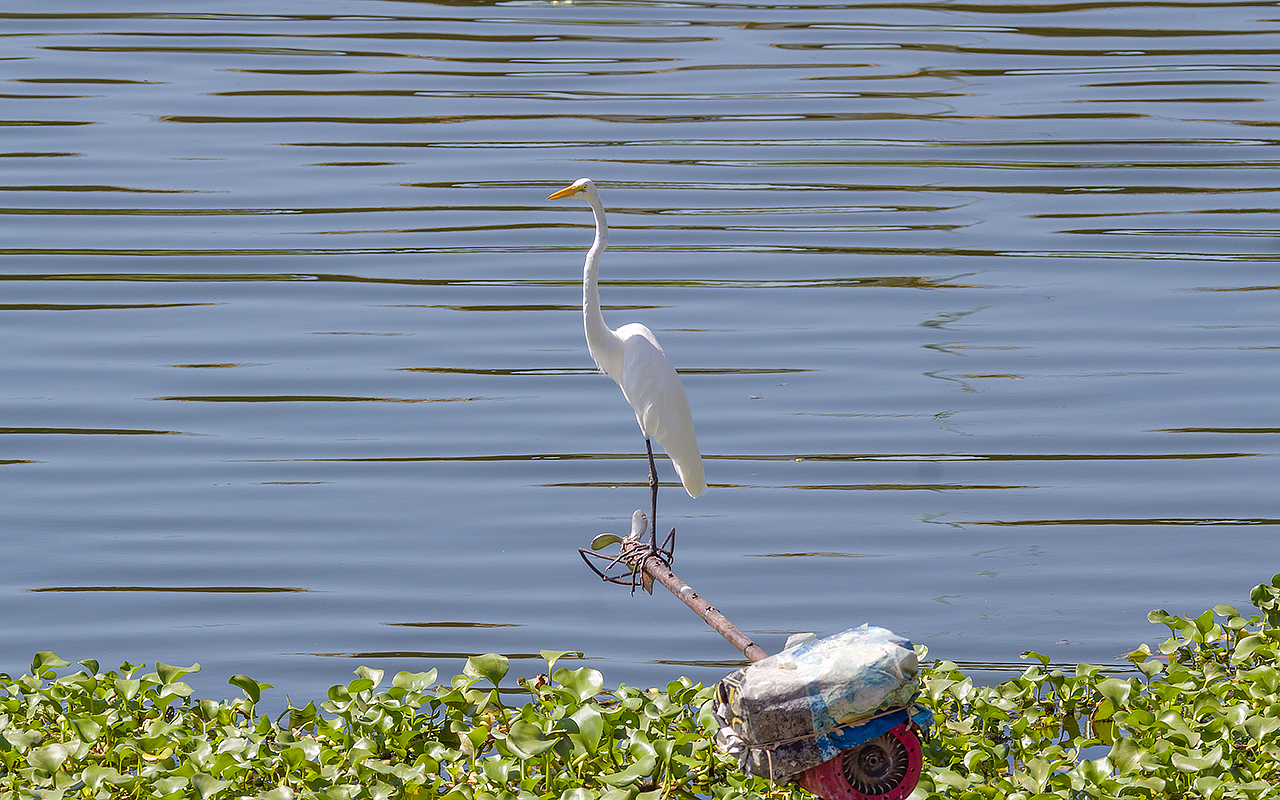
Ardeidae nas margens do Rio Poti em Teresina, Piauí

Ardeidae é a família de aves pelecaniformes (tradicionalmente classificadas como ciconiformes) que inclui os socós e as garças (da mesma origem incerta que o espanhol garza; possivelmente de uma forma pré-romana *karkia). Vivem aos bandos, frequentam rios, lagoas, charcos, praias marítimas ou manguezais de pouca salinidade, e se alimentam principalmente de peixes, sapos e outros animais aquáticos. Algumas garças, como a vaqueira, se alimentam de insetos e não possuem relação com ambientes aquáticos.

## Géneros
- Agamia
- Ardea - garça-branca-grande (A. alba), garça-moura (A. cocoi)
- Ardeola
- Botaurus
- Bubulcus - garça-boiadeira ou garça-vaqueira (B. ibis)
- Butorides - socozinho (B. striata)
- Cochlearius
- Dupetor
- Egretta - garça-branca-pequena (E. thula), garça-azul (E. caerulea)
- Gorsachius
- Ixobrychus
- Nyctanassa
- Nycticorax
- Philherodius
- Syrigma - maria-faceira (S. sibilatrix)
- Tigriornis
- Tigrisoma
- Zebrilus - socoí
- Zonerodius

## Galeria

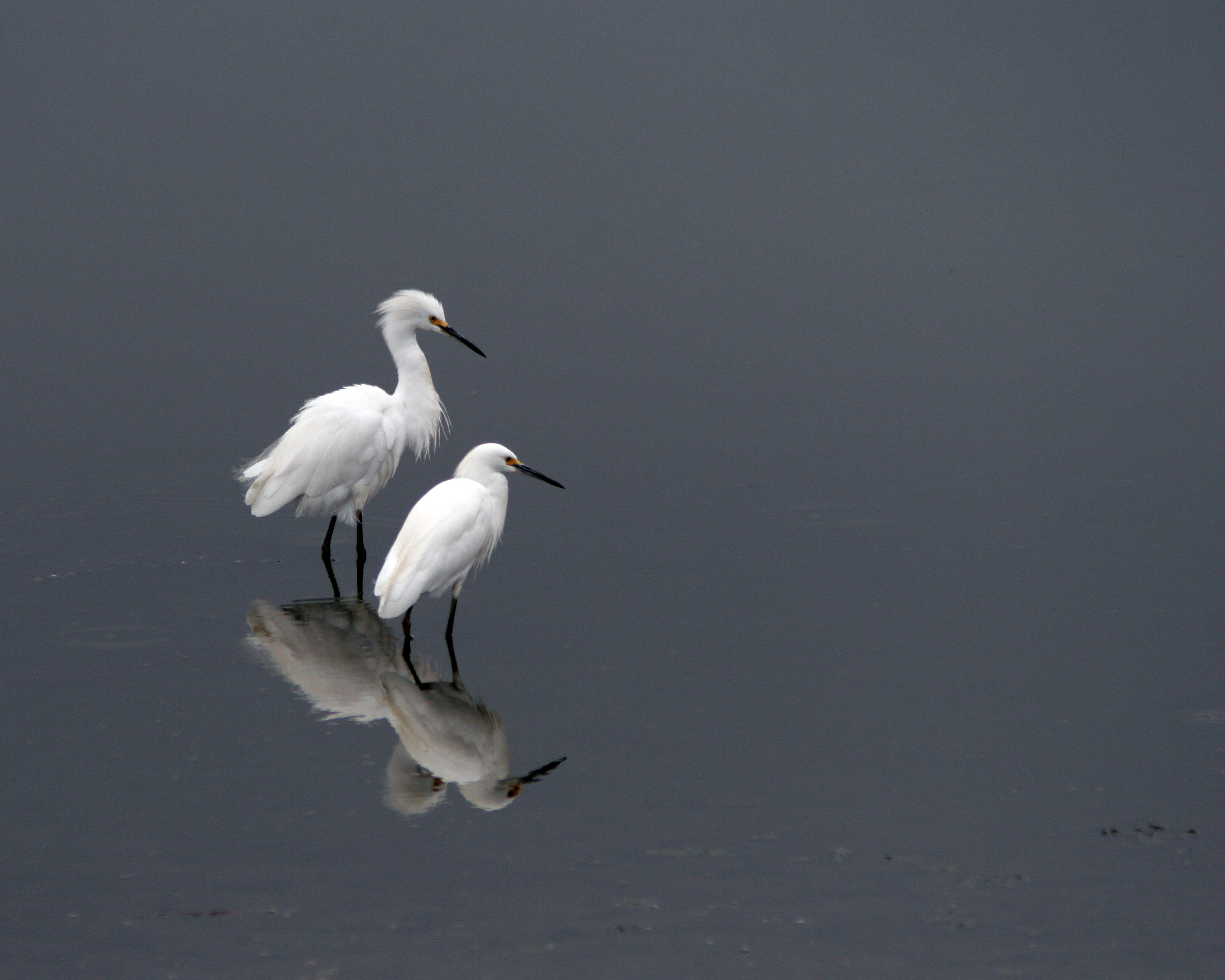
Casal de garças pousadas sobre um tronco em lago.
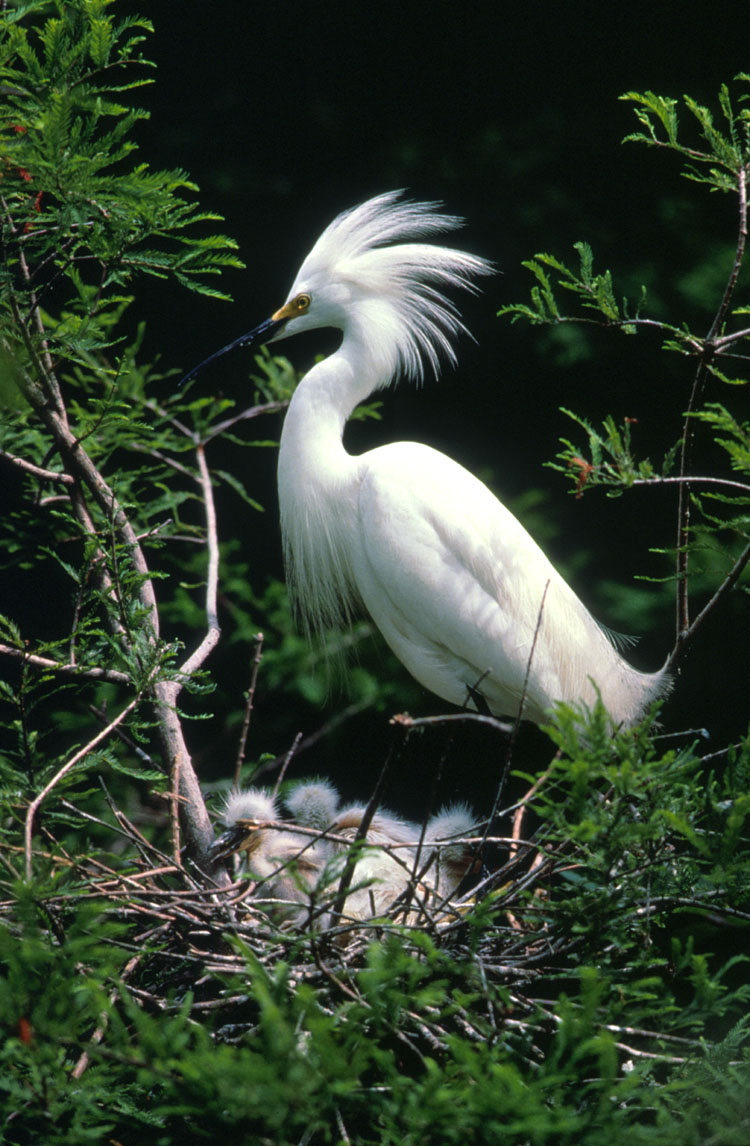
Garça da espécie Egretta thula.
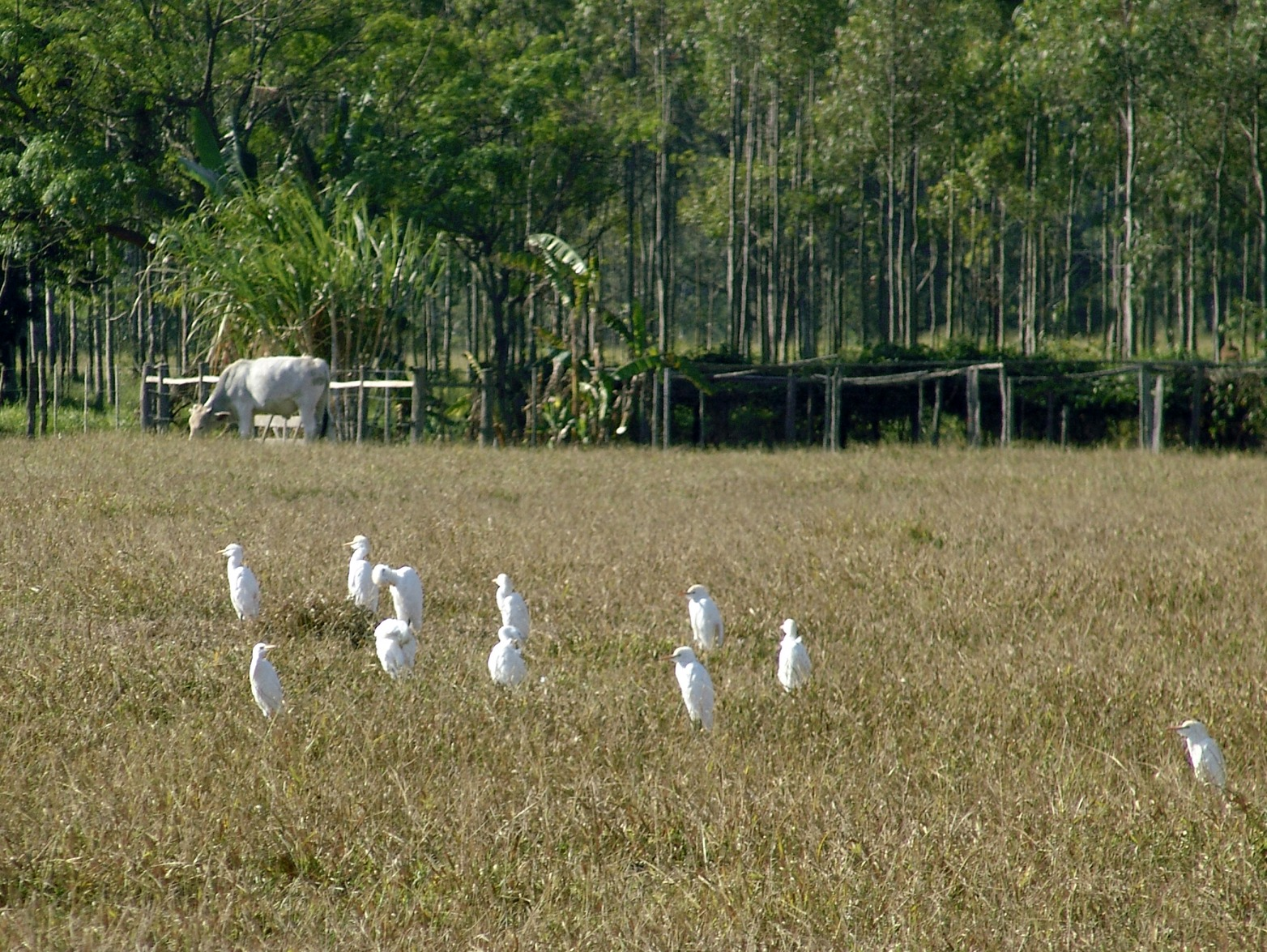
Bando de garças, que costumam ficar junto ao gado.
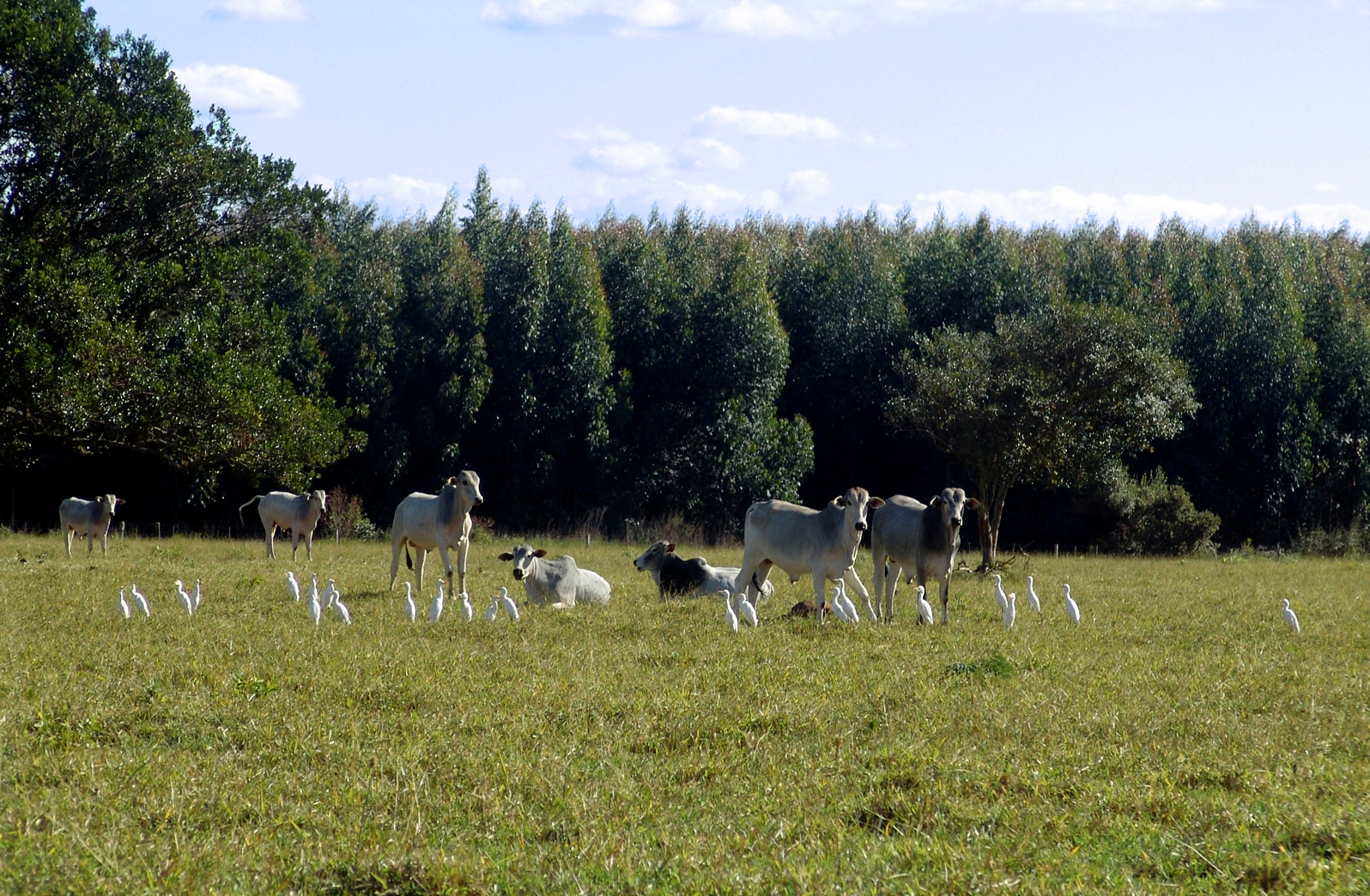
Garças juntas ao gado.
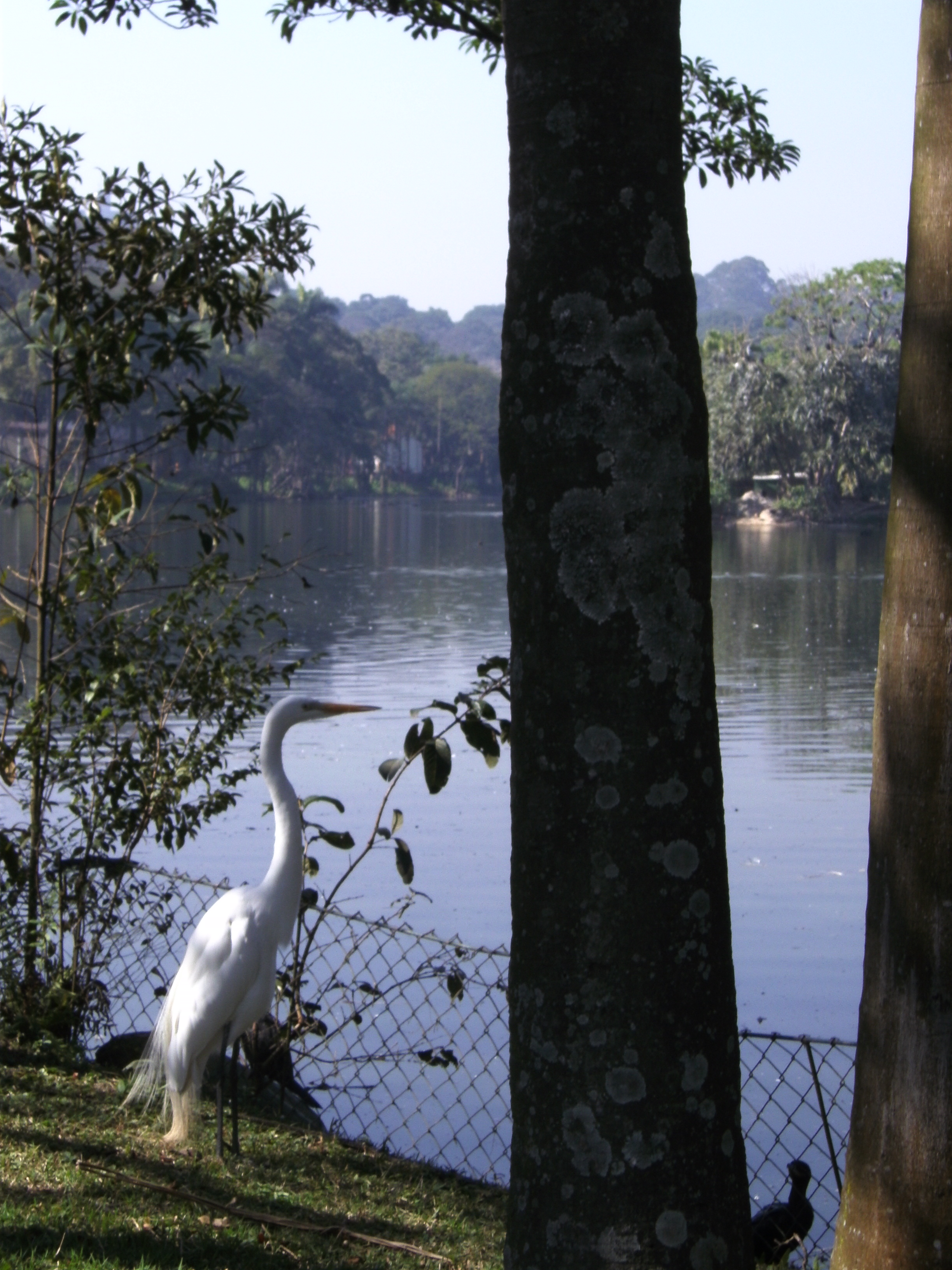
Garça no Parque Zoológico de São Paulo.
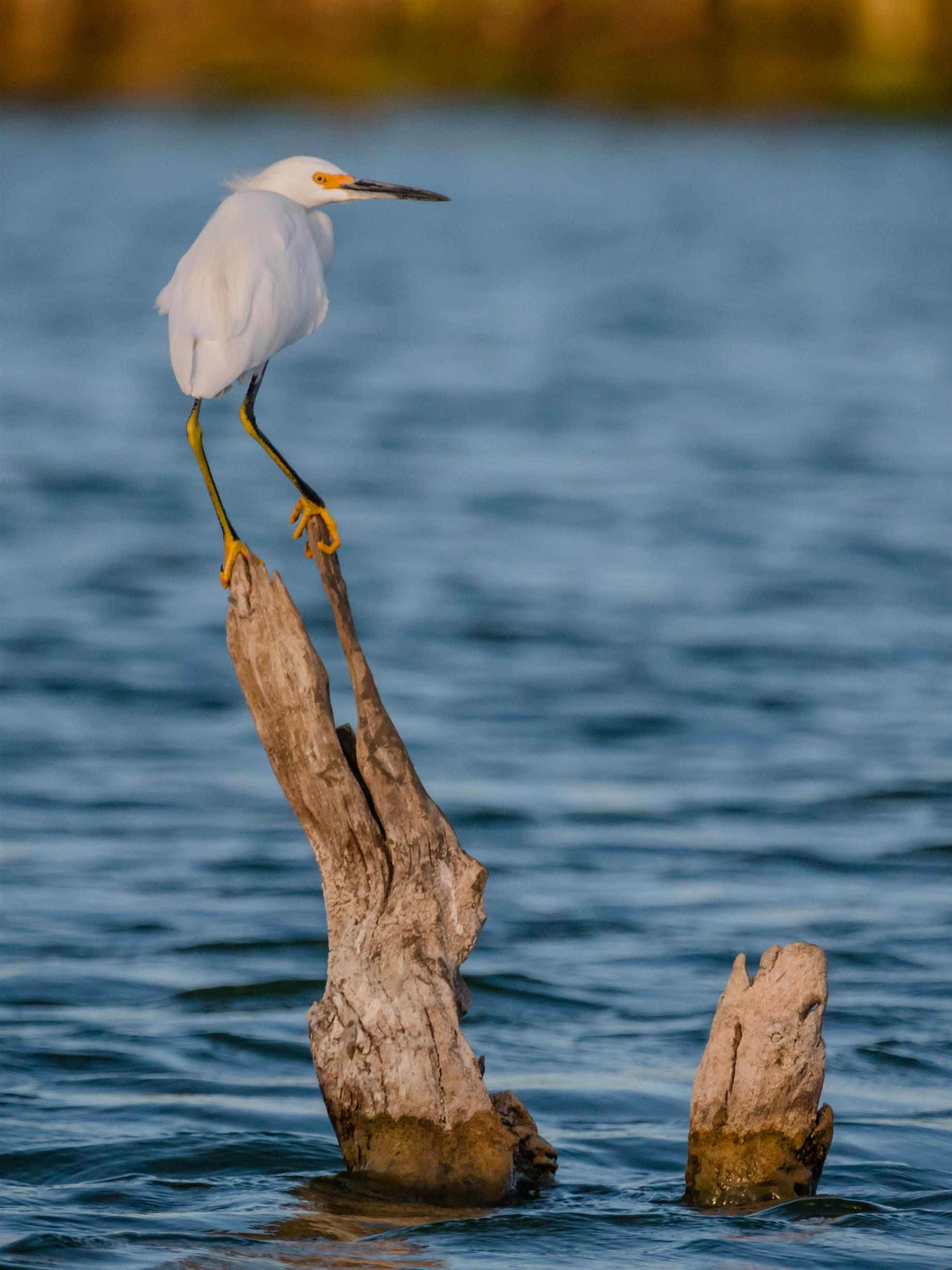
Garça pousada sobre um tronco no Açude Cedro.